# Бергамак (село)
Бергама́к — село в Муромцевском районе Омской области, административный центр Бергамакского сельского поселения.

## География
Село находится на левом берегу реки Тара. Село расположено в 13 км к северо-западу от районного центра посёлка Муромцево, ближайший населённый пункт деревня Лисино расположена в 2,6 км к востоку от села Бергамак.
Климат
Климат резко континентальный, согласно классификации климатов Кёппена влажный континентальный с прохладным летом (Dfb), со значительными перепадами температур зимой и летом. Многолетняя норма осадков — 436 мм. Наибольшее количество осадков выпадает в июле — 70 мм, наименьшее в феврале — 14 мм. Среднегодовая температура — 0 °C.

## История
Село основано в 1668 году как Бергамакская слобода. Слобода была заложена по указу тобольского воеводы П. И. Годунова, изданному на основании челобитной крестьян Тарской пашни, и получила название по расположению в урочище «Красный Яр» верстах в четырёх от Бергамакского городка. В 1670 году строительство слободы в основном было завершено. Спустя три десятилетия слобода приобрела вид обустроенного поселения. Это был острог, обнесенный деревянной стеной с двумя башнями и опоясанный с внешней стороны рвом и частоколом. Внутри острога находились деревянная церковь, крестьянские дворы, государевы амбары с припасами, судная изба и двор приказчика. Вокруг острога размещались десятка два дворов служилых людей, а в окрестностях, на расстоянии нескольких верст, расселились пашенные крестьяне.
Селение входило в Бергамакскую волость Тарского уезда.
К началу 18 века количество пашенных крестьян в слободе увеличилось вдвое и достигло 58 человек. В первой половине 19 века в слободе оседают переселенцы из Пензенской, Рязанской, а также Вятской, Курской, Витебской и Орловской губерний. Будучи признанным центром земледелия, Бергамак, однако, не стал позднее центром волости, как так находился на периферии Притарского ареала.
В 1928 году был организован колхоз им. Избышева, а в 1931 году — промколхоз «Красное Знамя», который занимался заготовкой живицы, производством бочек, открытой посуды, изготовлением саней, клепок и прочим. Весной 1931 года неугодных зажиточных крестьян выслали на Васюганские болота.

## Население
| 1761  | 1782  | 1816  | 1834  | 1850 | 1857  | 1897  |
| ----- | ----- | ----- | ----- | ---- | ----- | ----- |
| 249   | ↗271  | ↗292  | ↗394  | ↗612 | ↗1097 | ↗1349 |
| 1920  | 1926  | 1936  | 1939  | 2010 |       |       |
| ↗1480 | ↗1693 | ↘1649 | ↘1372 | ↘638 |       |       |

## Известные уроженцы
- Михаил Ульянов (1927-2007) —  советский и российский актёр театра и кино, режиссёр, педагог, общественный деятель, Герой Социалистического Труда (1986), народный артист СССР (1969), заслуженный деятель культуры Польши (1974), лауреат Ленинской премии (1966), Государственной премии СССР (1983), Государственной премии РСФСР им. К.С. Станиславского (1975).